# Frederick Hamilton-Temple-Blackwood, 1. markýz Dufferin
Frederick Hamilton-Temple-Blackwood, 1. markýz Dufferin (Frederick Temple Hamilton-Temple-Blackwood, 1st Marquess Dufferin of Ava, 1st Earl of Ava and of Dufferin, 1st Viscount Clandeboye, 1st Baron Clandeboye, 5th Baron Dufferin and Clandeboye) (21. června 1826, Florencie, Itálie – 12. února 1902, Clandeboye, Irsko) byl britský státník a diplomat. Ve druhé polovině 19. století zastával přes čtyřicet let vysoké posty ve státní správě, diplomacii a koloniích. Byl členem vlády, velvyslancem v Rusku, Turecku, Itálii a Francii. Vystřídal také dva nejdůležitější posty ve správě britských kolonií, byl generálním guvernérem v Kanadě (1872–1878) a místokrálem v Indii (1884–1888). Po otci zdědil titul barona, sám byl za zásluhy povýšen na hraběte (1871) a markýze (1888).

## Životopis
Pocházel ze šlechtické rodiny, narodil se v Itálii jako nejstarší syn námořního kapitána 3. barona Dufferina (1794–1841). Po otci zdědil irský titul barona Dufferina, studoval v Oxfordu, v letech 1849–1852 a 1854–1858 byl lordem komořím královny Viktorie. V roce 1850 získal britský titul barona z Clandeboye a vstoupil do Sněmovny lordů. V roce 1858 byl diplomatickým komisařem v Sýrii, v letech 1864–1866 státním podsekretářem pro Indii a v roce 1866 státním podsekretářem války. Jako generální intendant armády a lord kancléř vévodství lancasterského byl členem Gladstonovy vlády (1868–1872), od roku 1868 byl též členem Tajné rady. V roce 1871 byl povýšen na hraběte z Dufferinu, o rok později přijal jméno Temple (příjmení Hamilton-Blackwood užíval již od roku 1862).
V letech 1872–1878 byl generálním guvernérem v Kanadě. Jeho vláda zde přinesla řadu změn, bylo po něm pojmenovány ulice, veřejné budovy a školy. Sledoval jednání kanadského parlamentu, z pozice generálního guvernéra je ale nesměl navštěvovat osobně, zasedání kanadského parlamentu proto navštěvovala jeho manželka. Po návratu z Kanady se stal velvyslancem v Petrohradě (1879–1881) a v Lisabonu (1881–1884). Zvláště v Rusku přispěl ke konsolidaci britsko-ruských vztahů. V letech 1884–1888 byl generálním guvernérem a místokrálem v Indii. V této funkci se zasloužil o posílení vlivu Indů na samosprávě (v roce 1885 byl založen Indický národní kongres).
Po návratu z Indie byl jmenován markýzem (1888) a vzápětí pokračoval v diplomatické kariéře, byl velvyslancem v Římě (1888–1892) a v Paříži (1892–1896). V letech 1891–1895 vykonával čestnou funkci lorda strážce pěti přístavů, v této době ale vůbec nepobýval v Anglii.
Získal čestné doktoráty v Dublinu, Cambridge a na Harvardu. Od roku 1865 byl členem Královské společnosti a v letech 1878–1879 jejím prezidentem. V letech 1886–1902 byl kancléřem dublinské univerzity a v letech 1899–1902 lordem-rektorem univerzity v Edinburghu. Kromě toho zastával čestné funkce v Irsku a byl též smírčím soudcem v Middlesexu a Westminsteru. V letech 1864–1902 byl lordem–místodržitelem v irském hrabství Downshire.
Nákladným společenským životem ve vysokých funkcích dlouhodobě finančně zatěžoval rodové statky v Irsku a po ukončení aktivní politické kariéry měl dluhy ve výši 300 000 liber. Koncem 19. století se nechal vmanévrovat do neuvážených obchodních transakcí, které finanční situaci rodiny neprospěly. Zemřel v ústraní na rodovém sídle Clandeboye House v Irsku.

## Rodina

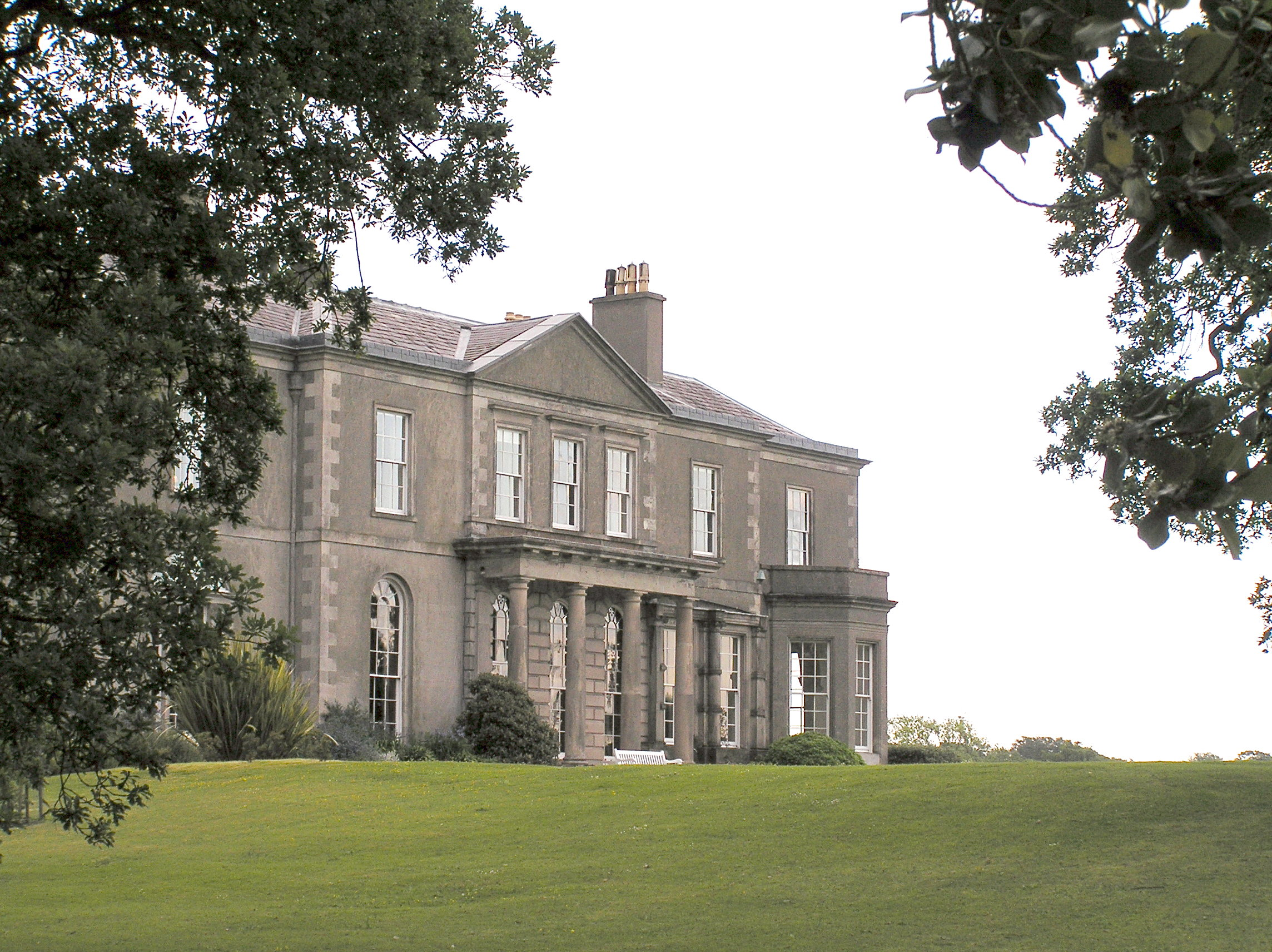
Zámek Clandeboye House v Irsku, hlavní rodové sídlo

Jeho manželkou byla od roku 1862 Hariot Rowan-Hamilton (1843–1936), na základě sňatku přijal jméno Hamilton (1862). Z jejich manželství pocházelo sedm dětí. Nejstarší syn Archibald (1863–1900) jako dědic užíval titul hraběte z Avy a padl v búrské válce. Mladší syn Terence John (1866–1918) byl dědicem rodových titulů a zemřel na zápal plic. Dalším dědicem titulů byl třetí syn Frederick (1875–1930), který byl v letech 1921–1930 předsedou Senátu Severního Irska. Nejstarší dcera Helen (1863–1941) byla manželkou 1. vikomta Novara, státního sekretáře pro Skorsko, další dcera Victoria (1873–1968) se provdala za novozélandského generálního guvernéra 5. barona Plunketa.